# Spy × Family
Spy × Family (japonês: スパイファミリー, Hepburn: Supai Famirī; estilizado como SPY×FAMILY e pronunciado "Spy Family") é uma série de mangá shōnen japonesa escrita e ilustrada por Tatsuya Endo. A história segue a vida de Twilight, um espião que precisa "formar uma família" de forma repentina para executar uma missão. A reviravolta se dá quando percebemos que a garota que ele adota como filha tem poderes e é capaz de ler mentes e a mulher com quem ele concorda em se casar para formar um falso casamento é uma assassina profissional. E a partir daí, acompanhamos essa história de comédia com essa família um tanto quanto diferente vivendo sem saber os segredos uns dos outros.
O mangá é serializado quinzenalmente de forma gratuita no aplicativo e no site da Shōnen Jump+ e da Manga Plus desde 25 de março de 2019, com os capítulos sendo compilados e publicados em formato tankōbon pela Shueisha.

## Protagonistas
- Twilight (黄昏, Tasogare; lit. "Crepúsculo") / Loid Forger (ロイド・フォージャー, Roido Fōjā)

Voz de: Takuya Eguchi
Dublado por: Guilherme Marques (Brasil);
Loid Forger é um espião que possui capacidades extraordinárias de combate, memória e processamento de informações. Ele é retratado como um personagem frio, calculista e amigável, porém as vezes é mal humorado e impulsivo. Ele utiliza diversas identidades para executar suas missões, embora seja conhecido pelo codinome "Twilight" dentro da organização secreta de espiões a qual ele participa. Para poder executar a sua mais nova missão, chamada "Operação Strix", ele precisa se passar por um pai e ter um "filho" matriculado em uma escola de extremo prestígio, cujos critérios de admissão envolvem a presença de "ambos os pais" na vida pessoal da criança. Para atender ao critério, ele criou uma família forjada, com Anya sendo sua filha e Yor Briar sua esposa.Cap. 1, 2 Em casa, ele demonstra ter altas habilidades em cozinhar, limpar a casa e realizar outras tarefas domésticas.Cap. 3, 9 Sendo um antigo órfão aterrorizado por uma guerra que matou sua mãe, Loid tornou-se espião para criar um "mundo onde as crianças não precisariam mais chorar". Cap. 1
- Anya Forger (アーニャ・フォージャー, Ānya Fōjā)

Voz de: Atsumi Tanezaki
Dublado por: Nina Carvalho (Brasil);
Sendo uma garota que consegue ler os pensamentos de outras pessoas, Anya é a única que conhece a real situação de sua família, sabendo que seu pai na realidade é o maior espião do mundo e que está em uma missão para impedir que uma guerra sangrenta aconteça e que sua mãe, Yor, é uma assassina profissional.Cap. 1, 2 Ela era uma cobaia de experimentos científicos denominada "Subject 007/Cobaia 007", tendo escapado após cientistas a avaliarem como um fracasso experimental. Ela é retratada como uma personagem alegre e sensível. Após passar por vários orfanatos, ela vai para um orfanato o qual Loid decide visitar em sua busca por um "filho" para iniciar os preparativos para a "Operação Strix", e convence o espião a adotá-la, alegando que é uma criança extremamente habilidosa e com talentos únicos. Ela tem apenas quatro anos e meio de idade, mas mentiu ter seis anos para Loid adotá-la.Cap. 1 Devido à sua habilidade, Anya fica confusa quando é exposta a multidões, justamente por estar próxima à milhões de pensamentos simultâneos.Cap. 3 Além disso, como ela não recebeu uma educação adequada, ela não é boa em estudar e, às vezes, decide ler as respostas de outras pessoas com a sua habilidade. Ela gosta de animes de espiões e pensa que qualquer coisa que envolva as palavras "secreto" e "missão" é emocionante.Cap. 1
- Yor Forger (ヨル・フォージャー, Yoru Fōjā) / Rosa Selvagem (いばら姫, Ibara Hime; lit. "Princesa dos espinhos")

Voz de: Saori Hayami
Dublado por: Maíra Paris (Brasil);
Vista como uma funcionária na prefeitura de Berlint no Japão, Yor na verdade é uma assassina habilidosa apelidada de "Thorn Princess". Geralmente descrita com uma personalidade tímida, introvertida e meiga. O nome de solteira de Yor antes de "se casar" com Loid é Briar, tendo 27 anos. Sem saber quem Loid realmente é, e pensando que Anya é filha de Loid de um casamento anterior do homem, ela concordou com o casamento falso, para deixar de sofrer pressão de suas colegas de trabalho, que acreditam que qualquer mulher adulta que não possui um marido é na verdade uma aliada do governo mundial, no caso, um dos inúmeros entraves que impedem Loid de cumprir sua missão.Cap. 3 Ela tem um irmão mais novo chamado Yuri, que é um funcionário público e faz parte da elite do governo mundial, além de possuir um forte apego a ela, sendo muitas vezes extremamente ciumento e possessivo com relação a ela, chegando até a ameaçar Loid de morte caso ele "maltrate" Yor.Cap. 11

## Desenvolvimento
Tatsuya Endo e seu editor Shihei Lin se conhecem há mais de dez anos; foi Lin quem serviu como editor na primeira série de Endo, Tista, em 2007. Quando Lin foi transferido do departamento editorial da Jump Square para o da Shōnen Jump+, Endo o seguiu voluntariamente e eles começaram a planejar uma nova série. Spy × Family reúne elementos dos três one-shots que Endo publicou na Jump Square: "Rengoku no Ashe", "Ishi ni Usubeni, Tetsu ni Hoshi" e "I Spy". Lin disse que a recepção da nova série entre o departamento editorial da revista foi tão boa que a serialização foi praticamente decidida antes mesmo de uma reunião oficial.
Lin solicitou a Endo que ele trabalhasse como mangaka assistente na série Fire Punch, de Tatsuki Fujimoto, a fim de ganhar experiência com desenho. Como os trabalhos anteriores de Endo possuem um tom sombrio, Lin disse a Endo para dar a Spy × Family um tom mais positivo e alegre. O rascunho inicial recebeu um título de trabalho da Spy Family, escrito em japonês. Ao decidir o nome final, Endo criou mais de 100 opções, mas eles decidiram utilizar o mesmo título, mas escrito em inglês e com um "x" entre as duas palavras, decisão influenciada pela série Hunter × Hunter.
O editor disse que ele e Endo estão sempre conscientes da linha em que a violência, necessária em um mangá espião, é aprovada pelo bem da comédia. Anya foi inspirada no personagem principal de Rengoku no Ashe. Sua percepção extra-sensorial foi decidida desde o início, e Lin citou seu uso como efeito cômico como um dos pontos fortes da série. Lin disse que a série tem um amplo número de leitores entre todas as idades e gêneros. Ele também citou a arte limpa de Endo e a capacidade de transmitir emoções como parte do apelo do mangá. Lin sente que o mundo e os personagens foram firmemente estabelecidos a partir do segundo volume e, como tal, revelou que ele e Endo começarão a incluir narrativas mais longas na série.

## Mídia

### Mangá
Escrito e ilustrado por Tatsuya Endo, Spy × Family é serializado quinzenalmente no aplicativo e no site Shōnen Jump+ desde 25 de março de 2019. Os capítulos, são compilados e publicados em volumes tankōbon pela editora Shueisha desde 4 de julho de 2019. Seus capítulos são intitulados como "Missão".
A editora também publica simultaneamente a série em inglês gratuitamente no aplicativo e no site Manga Plus, e a partir de 11 de abril de 2021 começou sua distribuição em português brasileiro.
Durante o "Ressaca Friends 2019", a Panini Comics, anunciou a publicação do mangá para o Brasil, somente em 3 de setembro de 2020 foi encadernado o primeiro volume.
A editora Devir começou a adaptar e publicar para Portugal em novembro de 2021.

#### Lista de volumes
| - Missão: 01 ~ 05 |

| - Missão: 06 ~ 11 | Missão Extra: 1 |

| - Missão: 12 ~ 17 | Missão Extra: 2 |

| - Missão: 18 ~ 23 | Missão Rápida: 1 ~ 2 |

| - Missão: 24 ~ 30 | Missão Rápida: 3 |

| - Missão: 31 ~ 37 | Missão Rápida: 4 |

| - Missão: 38 ~ 44 | Missão Rápida: 5 |

| - Missão: 45 ~ 53 | Missão Rápida: 6 |

| - Missão: 54 ~ 61 |

| - Missão: 62 ~ 66 | Missão Rápida: 7 ~ 8 |

| - Missão: 67 ~ 75 |

| - Missão: 76 ~ 84 | Missão Rápida: 9 ~ 10 |

| - Missão: 85 ~ 92 | Missão Rápida: 11 |

| - Missão: 93 ~ 99 | Missão Rápida: 12 ~ 13 |

| - Missão: 100 ~ 108 | Missão Rápida: 14 |

### Anime

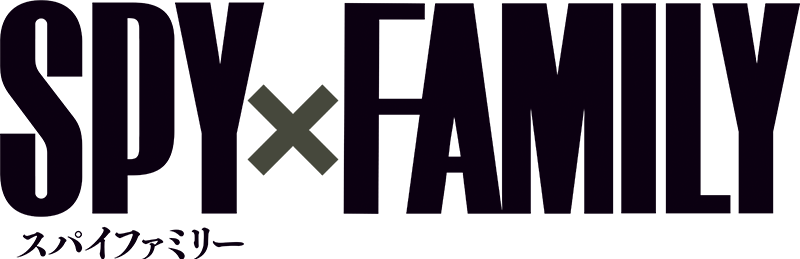
Logotipo da série

Em 1 de novembro de 2021, foi anunciado uma adaptação de série de anime para televisão produzida pelos estúdios CloverWorks e Wit Studio. A série é dirigida por Kazuhiro Furuhashi, e designs de personagens são administrados por Kazuaki Shimada a música é produzida pela banda [K]NoW_NAME, a estreia aconteceu em 9 de abril de 2022.
Os doze primeiros episódios foram ao ar de 9 de abril a 25 de junho de 2022. A segunda parte, com os episódios de treze a vinte e cinco, foram ao ar em 1º de outubro de 2022 até 24 de dezembro do mesmo ano. A produção dos episódios impares aconteceu no estúdio Wit Studio, já os pares foram feitos pela CloverWorks. O anime receberá uma nova temporada em outubro de 2023, junto com o filme SPY x FAMILY CODE: White, com lançamento previsto para 22 de dezembro de 2023 no Japão. Os anúncios foram feitos na Anime Japan 2023.
A segunda temporada de Spy x Family está marcada para estrear no dia 7 de outubro.
No Brasil e Portugal a animação é transmitida simultaneamente e licenciada pela Crunchyroll, em todo o mundo, exceto os países da Ásia. A Muse Communication licenciou a animação na região sul e sudeste da Ásia. No dia 24 de abril de 2022 o anime recebeu a dublagem para português brasileiro com três semanas de diferença da versão original.

#### Músicas
Os temas de aberturas são:
- Mixed nuts (ミックスナッツ) – Official HiGE DANdism (episódios 1 ~ 12)
- SOUVENIR – BUMP OF CHICKEN (episódios 13 ~ 25)

Os temas de encerramentos são:
- Comédia (喜劇, Kigeki) – Gen Hoshino (episódios 1 ~ 12)
- Coloração (色彩, Shikisai) – yama (episódios 13 ~ 25)

## Recepção
Em março de 2023, Spy × Family tinha mais de 30 milhões de cópias em circulação, com 11 volumes disponíveis no mercado, em formato impresso e digital, tornando-se uma das séries de mangá mais vendidas.  A série foi elogiada por sua narrativa, comédia e arte.
Spy × Family ganhou a primeira colocação na categoria de mangás da web na edição de 2019 da premiação Tsugi ni Kuru Manga Awards.

### Mangá
- «Spy × Family». no site Manga Plus
- «Spy × Family» (em japonês). na editora Shonen Jump
- «Spy × Family». na editora Panini
- «Spy × Family». na Editora Devir
- «Spy × Family» (em japonês). no site Shonen Jump+
- Spy × Family (mangá) na enciclopédia do Anime News Network (em inglês)

### Anime
- «Página oficial do Anime» (em japonês)
- «@spyfamily_anime» (em japonês). twitter oficial (anime)
- «SPY x FAMILY @spyfamily_pt». twitter oficial (anime) em português
- Spy × Family (anime) na enciclopédia do Anime News Network (em inglês)

Streaming
- «SPY x FAMILY». na Crunchyroll